# كيو. بايروم هيرست جونيور
كيو. بايروم هيرست جونيور (بالإنجليزية: Q. Byrum Hurst, Jr.)‏ هو محامي أمريكي، ولد في 14 مارس 1949 في هت سبرينغز في الولايات المتحدة.